# Orbitoides
Orbitoides es un género de foraminífero bentónico de la subfamilia Orbitoidinae, de la familia Orbitoididae, de la superfamilia Orbitoidoidea, del suborden Rotaliina y del orden Rotaliida. Su especie tipo es Lycophris faujasii. Su rango cronoestratigráfico abarca desde el Santoniense superior hasta el Maastrichtiense (Cretácico superior).

## Clasificación
Se han descrito numerosas especies de Orbitoides. Entre las especies más interesantes o más conocidas destacan:
- Orbitoides faujasii †

Un listado completo de las especies descritas en el género Orbitoides puede verse en el siguiente anexo.
En Orbitoides se han considerado los siguientes subgéneros:
- Orbitoides (Clypeorbis), aceptado como género Clypeorbis
- Orbitoides (Discocyclina), aceptado como género Discocyclina
- Orbitoides (Lepidocyclina), aceptado como género Lepidocyclina
- Orbitoides (Lepidosemicyclina), aceptado como género Lepidosemicyclina
- Orbitoides (Miogypsina), aceptado como género Miogypsina
- Orbitoides (Orbitella), también considerado como género Orbitella y aceptado como Orbitoides
- Orbitoides (Orthophragmina), también considerado como género Orthophragmina y aceptado como Discocyclina
- Orbitoides (Rhipidocyclina), también considerado como género Rhipidocyclina y aceptado como Discocyclina
- Orbitoides (Simplorbites), aceptado como género Simplorbites